# Eiskunstlauf-Europameisterschaft 1895
Die 5. Eiskunstlauf-Europameisterschaft fand am 26. Januar 1895 in Budapest statt.

## Ergebnis

### Herren
| Platz | Sportler           | Land            |
| ----- | ------------------ | --------------- |
| 1     | Tibor von Földváry | Ungarn          |
| 2     | Gustav Hügel       | Österreich      |
| 3     | Gilbert Fuchs      | Deutsches Reich |
|       | Arthur Dezső (Z)   | Ungarn          |

- Z = Zurückgezogen

Punktrichter:
- Eduard Engelmann junior  Österreich
- Karl Fillunger  Österreich
- H. von Haslmayer  Österreich
- E. Holletschek  Deutsches Reich
- J. Ehrlich  Ungarn

## Quelle
- European figure skating championships 1891–1899. Skatabase, archiviert vom Original am 4. Dezember 2008; abgerufen am 18. Mai 2018 (englisch).